# Droyes
Droyes – miejscowość i dawna gmina we Francji, w regionie Grand Est, w departamencie Górna Marna. W 2013 roku jej populacja wynosiła 481 mieszkańców. 
W dniu 1 stycznia 2016 roku z połączenia czterech ówczesnych gmin – Droyes, Longeville-sur-la-Laines, Louze oraz Puellemontier – powstała nowa gmina Rives-Dervoises. Siedzibą gminy została miejscowość Puellemontier. 